# بيسابولول
بيسابولول (بالإنجليزية: Bisabolol)‏ أو يسمى بصيغة رسميَّة أكثر ألفا-(–)-بيسابولول (بالإنجليزية: α-(−)-bisabolol)‏ وأيضًا يُعرف باسم ليفومينول (بالإنجليزية: levomenol)‏، هو كحول طبيعيّ تربينيّ وحيد ونصف ووحيد الحلقة، وهو زيت لزج عديم اللون يدخل كمكوِّن أساسيّ في الزَّيت المُتطاير من البابونج الألمانيّ (Matricaria recutita) ومغلقة المسام سميكة الأوراق. قليل الانحلال بالماء والغليسيرين والإيثانول. يوجد أيضًا المُصاوِغ المِرآتيّ ألفا-(+)-بيسابولول (بالإنجليزية: α-(+)-bisabolol)‏ في الطبيعة لكنّه نادر، ويكون البيسابولول المُصنَّع عادةً مزيج راسيمي من كلا ألفا-(±)-بيسابولول.
للبيسابولول عبير زهريّ خفيف لطيف لذلك يستعمل في عطور متنوعة، واستعمل كذلك لمئات السنين في مستحضرات التجميل بسبب خواصه الشافية للبشرة. وأيضًا له خواص مضادَّة للتهيُّج ومضادة للالتهاب ومضادَّة للميكروبات، إضافةً لكونه يُحسِّن الامتصاص الجلديّ لجزيئات معيَّنة.
هنالك مركَّب شبيه بِنيويًّا يدعى بيتا-بيسابولول (بالإنجليزية: β-bisabolol)‏ (برقم التسجيل الكيميائي: [15352-77-9]) ويختلف فقط في موضع مجموعة الكحول الثَّالِثيّ الوظيفيَّة.

بيتا-بيسابولول